# Spud Murphy
Lyle „Spud“ Murphy (* 19. August 1908 in Berlin, Deutschland als Miko Stephanovic; † 5. August 2005 in Los Angeles) war ein US-amerikanischer Multiinstrumentalist und Bandleader des frühen Jazz sowie Filmkomponist. Insbesondere als Arrangeur und Songwriter spielte er eine Rolle bei der Entwicklung des Bigband-Sounds der Swing-Ära.

## Leben und Wirken
Spud Murphy stammt aus einer serbischen Migrantenfamilie, kam mit seiner Mutter vierjährig in die Vereinigten Staaten und wuchs bei einer verwandten Mormonenfamilie in Salt Lake City, Utah auf. Er übernahm den Namen eines Kindheitsfreundes, lernte zunächst Althorn beim Vater von Red Nichols, dann auch  Klarinette und Saxophon. Bereits mit vierzehn Jahren musste er sein Leben als Musiker fristen und war mit Gruppen wie Rainbow Seven und Jeff's Hot Rocks unterwegs. 1927/1928 spielte er bei Jimmy Joy, 1928 bei Ross Gorman und Slim Lamar (als Oboist). Anfang der 1930er Jahre war er als Saxophonist und Arrangeur für Austin Wylie, Jan Garber, Mal Hallett und Joe Haymes tätig, schließlich für Benny Goodman (1935–1937). In dieser Zeit lieferte er auch Arrangements und Songs für das Casa Loma Orchestra, Isham Jones, Les Brown, Fletcher Henderson, Bob Crosby und viele anderer Musiker.
Von 1937 bis 1940 leitete Murphy eine eigene Big Band und nahm 1938/1939 für Decca und Bluebird Records auf. In den 1940er Jahren lebte er in Los Angeles, wo er in den Filmstudios arbeitete und bei zahlreichen Filmmusiken mitwirkte, außerdem unterrichtete er (System of Horizontal Composition). In den 1950er Jahren nahm er noch zwei jazzorientierte Alben auf und hatte kurzfristig eine Combo, die sich mit Musik des Third Stream beschäftigte; seine spätere Karriere konzentrierte sich auf klassische und Filmmusik. Er verfasste 26 Bücher, unter anderem über sein eigenes Kompositionssystem (Equal Interval System), das von Oscar Peterson, Bennie Green, Herbie Hancock, Gerry Wiggins, Buddy Collette und Quincy Jones studiert wurde. 2003 nahm sein Freund, der Dirigent Dean Mora, eine Reihe von älteren Arrangements Murphys auf einem Tribut-Album (Goblin Market) auf.  Murphy starb in Los Angeles, zwei Wochen vor seinem 97. Geburtstag. Er ist auf dem Forest Lawn Memorial Park (Glendale) begraben.

## Diskografie
- New Orbits in Sound (GNP Crescendo Records, 1955–1957)
- Gone with the Woodwinds (Contemporary Records, 1955)